# Berlinale 1998
La Berlinale 1998, 48e édition du festival international du film de Berlin (48. Internationalen Filmfestspiele Berlin), s'est tenue du 11 au 22 février 1998.

## Jury
- Ben Kingsley  Royaume-Uni, président du jury
- Senta Berger  Allemagne
- Cheuk-to Li  Hong Kong
- Leslie Cheung  Hong Kong
- Héctor Olivera  Argentine
- Helmut Dietl  Allemagne
- Brigitte Roüan  France
- Annette Insdorf  États-Unis
- Maya Tourovskaïa  Russie
- Maurizio Nichetti  Italie
- Michael William-Jones  Royaume-Uni

## Sélections

### Compétition
La sélection officielle en compétition se compose de 25 films.
| Titre                                         | Réalisation                           | Pays                      | Distribution                                                                                          |
| --------------------------------------------- | ------------------------------------- | ------------------------- | --- |
| Barbara                                       | Nils Malmros                          | Danemark                  | Anneke von der Lippe                                                                                  |
| The Big Lebowski                              | Joel et Ethan Coen                    | États-Unis                | Jeff Bridges, John Goodman, Julianne Moore, Steve Buscemi, Charles Durning, John Turturro             |
| The Boxer (film d'ouverture)                  | Jim Sheridan                          | Irlande                   | Daniel Day-Lewis, Emily Watson, Brian Cox                                                             |
| The Boys                                      | Rowan Woods                           | Australie                 | David Wenham, Toni Collette                                                                           |
| Le Garçon boucher (The Butcher Boy)           | Neil Jordan                           | Irlande                   | Stephen Rea, Eamonn Owens, Sean McGinley                                                              |
| Central do Brasil                             | Walter Salles                         | Brésil                    | Fernanda Montenegro, Vinícius de Oliveira, Marília Pêra                                               |
| The Commissioner                              | George Sluizer                        | Belgique France Allemagne | John Hurt, Rosana Pastor, Alice Krige, Armin Mueller-Stahl                                            |
| Sweet Degeneration                            | Lin Cheng-sheng                       | Taïwan                    | Chang Pen-yu, Chen Shiang-chyi, Chen Shih-huang                                                       |
| Girls' Night                                  | Nick Hurran                           | Royaume-Uni               | Julie Walters, Brenda Blethyn                                                                         |
| Will Hunting (Good Will Hunting)              | Gus Van Sant                          | États-Unis                | Matt Damon, Robin Williams, Ben Affleck, Minnie Driver, Stellan Skarsgård, Cole Hauser, Casey Affleck |
| I Want You                                    | Michael Winterbottom                  | Royaume-Uni               | Rachel Weisz, Alessandro Nivola                                                                       |
| Jackie Brown                                  | Quentin Tarantino                     | États-Unis                | Pam Grier, Samuel L. Jackson, Robert Forster, Bridget Fonda, Michael Keaton, Robert De Niro           |
| Jeanne et le Garçon formidable                | Olivier Ducastel et Jacques Martineau | France                    | Virginie Ledoyen, Mathieu Demy                                                                        |
| À la recherche du passé (Left Luggage)        | Jeroen Krabbé                         | Pays-Bas                  | Laura Fraser, Isabella Rossellini, Jeroen Krabbé, Maximilian Schell                                   |
| Le Jeu du mambo (Das Mambospiel)              | Michael Gwisdek                       | Allemagne                 | Corinna Harfouch, Michael Gwisdek, Jürgen Vogel                                                       |
| La mirada del otro                            | Vicente Aranda                        | Espagne                   | Laura Morante, José Coronado, Miguel Ángel Garcia                                                     |
| On connaît la chanson                         | Alain Resnais                         | France                    | Agnès Jaoui, André Dussollier, Lambert Wilson, Jean-Pierre Bacri, Pierre Arditi, Sabine Azéma         |
| Sada (Sada: Gesaku · Abe Sada no shōgai)      | Nobuhiko Ōbayashi                     | Japon                     | Hitomi Kuroki, Tsurutarō Kataoka, Norihei Miki                                                        |
| The Sound of One Hand Clapping                | Richard Flanagan                      | Australie                 | Kerry Fox, Kristof Kaczmarek, Evelyn Krape                                                            |
| Les Silencieuses (Strana glukhikh)            | Valeri Todorovski                     | Russie                    | Chulpan Khamatova, Dina Korzun, Maksim Sukhanov                                                       |
| Le Témoin du marié (Il testimone dello sposo) | Pupi Avati                            | Italie                    | Diego Abatantuono, Inés Sastre                                                                        |
| Trop (peu) d'amour                            | Jacques Doillon                       | France                    | Lou Doillon, Jérémie Lippmann, Elise Perrier, Alexia Stresi, Lambert Wilson                           |
| Des hommes d'influence (Wag the Dog)          | Barry Levinson                        | États-Unis                | Dustin Hoffman, Robert De Niro, Anne Heche, Denis Leary, Willie Nelson                                |
| Xiu Xiu (Tiān yù)                             | Joan Chen                             | Hong Kong                 | Li Xiaolu, Lopsang, Zheng Qian                                                                        |
| Hold You Tight (Yue kuai le, yue duo luo)     | Stanley Kwan                          | Hong Kong                 | Chingmy Yau, Sunny Chan, Eric Tsang                                                                   |

### Hors compétition
4 films sont présentés hors compétition.
- De grandes espérances (Great Expectations) d'Alfonso Cuarón
- L'Idéaliste (The Rainmaker) de Francis Ford Coppola
- Princesse Mononoké (Mononoke hime) de Hayao Miyazaki
- The Gingerbread Man de Robert Altman

## Palmarès
- Ours d'or : Central do Brasil de Walter Salles
- Ours d'argent spécial : Alain Resnais pour sa contribution au cinéma
- Ours d'argent (Grand prix du jury) : Des hommes d'influence (Wag the Dog) de Barry Levinson
- Ours d'argent du meilleur acteur : Samuel L. Jackson pour Jackie Brown de Quentin Tarantino
- Ours d'argent de la meilleure actrice : Fernanda Montenegro pour Central do Brasil de Walter Salles
- Ours d'argent du meilleur réalisateur : Neil Jordan pour Le Garçon boucher (The Butcher Boy)
- Ours d'argent pour exploit unique (scénario + interprétation) : Matt Damon pour Will Hunting
- Ours d'or d'honneur : Catherine Deneuve
- Caméra de la Berlinale : Carmelo Romero et Curt Siodmak